# Marajó
Marajó je velik otok v delti Amazonke na severovzhodu Južne Amerike, ki ga omejujeta glavni tok Amazonke na severu, na zahodu in jugu pa manjši rokav, ki pod imenom Pará teče južno od glavnega toka in se samostojno izliva v Atlantski ocean. Severovzhodna obala meji na ocean, pri čemer pa je voda tudi tam pretežno sladka zaradi ogromnega toka Amazonke, ki izpodriva morsko vodo. S površino približno 40.100 km², kar je primerljivo z velikostjo Švice, je Marajó največji rečni otok na svetu in 35. največji otok sploh.
Od približno leta 400 pred našim štetjem do leta 1600 našega štetja je bil Marajó kraj napredne predkolumbovske družbe, imenovane kultura Marajoara, ki je na svojem vrhuncu morda štela več kot 100.000 ljudi. Danes je otok znan po veliki populaciji vodnih bivolov, pa tudi po plimskem valu pororoca, ki jo občasno pokažejo visoke plime, ki premagujejo običajne zapletene hidrodinamične interakcije v okoliških rekah.

## Geografija
Otok Marajó je od celine ločen z zalivom Marajó, reko Pará, nekaterimi manjšimi rekami (zlasti Macacos in Tajapuru), reko Companhia, reko Jacaré Grande, zalivom Vieira Grande in Atlantskim oceanom.
Otok leži skoraj neposredno na ekvatorju.
Skupaj z manjšimi sosednjimi otoki, ki so ločeni od Marajója z rekami, tvorijo arhipelag Marajó s skupno površino 49.602 kvadratnih kilometrov. Otočje je vsebovano v 59.985 kvadratnih kilometrih Okoljskem varstvenem območju otočja Marajó, ohranitveni enoti za trajnostno uporabo, ustanovljeni leta 1989 za zaščito okolja v regiji.
Veliki deli otokov so v deževnem obdobju poplavljeni zaradi višjih vodostajev rek ob obali in obilnih padavin v notranjosti. Marajó je skoraj v celoti raven. Med deževno sezono velik del otoka postane poplavljen kot veliko jezero.
Zaradi spreminjajoče se gladine vode in rednih sezonskih poplav je veliko naselij zgrajenih na kolih (Palafitas).
Otok je znan po pororoki, pojavu plimovanja v reki, ki ustvarja velike valove, ki dosežejo višino 4 m. Je turistična destinacija, predvsem za surfanje.
Najpomembnejša mesta so na jugovzhodnem delu otoka: Soure, Salvaterra in največje mesto Breves. Imajo osnovno turistično infrastrukturo in so priljubljeni zaradi velikodušnih, malo poseljenih plaž. Mesto Soure na atlantski obali otoka služi kot vstopna točka na otok prek trajektne povezave do Beléma.
Otok si deli 16 občin treh mikroregij.

### Ekologija
Na vzhodni strani otoka prevladuje savansko rastlinje. Obstajajo velike fazende z živinorejo. To je tudi lokacija jezera Arari, ki ima površino 400 kvadratnih kilometrov, vendar se v sušnem obdobju skrči za 80 %. Obstajajo velike črede udomačenih vodnih bivolov, ki so jih v kolonialnem obdobju kot delovne živali naselili Francozi in so tehnično invazivni za otok; zdaj jih je približno 450.000, kar je več kot človeška populacija na otoku. Bivole prebivalci aktivno redijo za prehrano, kot jezdne živali pa jih preskuša tudi lokalna policija.
Za zahodno stran otoka so značilni gozdovi várzea in majhne kmetije. Tam pridelujejo les in palmo acaí.
Otok je v ekoregiji Marajó várzea, območju sezonsko in ob plimovanju poplavljenega gozda várzea.
Severno od velikega območja savane so palmova močvirja, predvsem s palmo buriti (Mauritia flexuosa) in Euterpe oleracea. V deževnem obdobju je močvirje poplavljeno en meter visoko. O ekologiji teh močvirij je malo znanega.

## Zgodovina
Otok je bil kraj napredne predkolumbovske družbe, kulture Marajoara, ki je obstajala od približno 400 pred našim štetjem do 1600 našega štetja. 
Sicer so po otoku posejani številni arheološki ostanki predkolumbovskega ljudstva Marajoara, ki je doseglo višek med 9. in 15. stoletjem. Otok je že od 19. središče arheoloških raziskav in učenja. Znanstveniki so od 1980-ih naprej predkolumbovsko obdobje razdelili na fazo Ananatuba (okoli 1100 – ok. 200 pr. n. št.), fazo Mangueiras (okoli 1000 pr. n. št. – ok. 100 n. št.), fazo Formiga (okoli 100- 400 n. št.), faza Marajoará (okoli 400-1200 n. št.) in faza Aruã (1200-1500 n. št.).
Od 1990-ih potekajo razprave o izvoru in prefinjenosti Marajóarske predkolumbovske družbe. Na podlagi terenskega dela v 1940-ih in 1950-ih je arheologinja Betty Meggers sprva trdila, da so kulturo Marajoara ustanovili izseljenci iz Andov in da je družba vztrajno propadala do svojega končnega propada približno leta 1400 našega štetja zaradi slabe rodovitnosti zemlje Marajó in drugih okoljskih dejavnikov. Meggerjine hipoteze so kasneje postale povezane z okoljskim determinizmom. Njeno teorijo je medtem zavrnila arheologinja Anna Curtenius Roosevelt, ki je v 1980-ih ponovno izkopavala Marajaóro. Po Rooseveltovi se je kultura Marajoara razvila neodvisno znotraj Amazonije in je vključevala tako intenzivno samooskrbno kmetijstvo kot velika javna dela.
Rooseveltova je ocenila, da so Marajóari na svojem vrhuncu morda imeli več kot 100.000 prebivalcev. Prebivalstvo je živelo v domovih iz nabite zemlje, se organiziralo v matrilinearne klane in razdelilo naloge po spolu, starosti in ravni spretnosti.
Prihod Evropejcev v 16. stoletju je bil za avtohtono prebivalstvo otoka katastrofalen; 90 % jih je umrlo zaradi visoke umrljivosti zaradi evrazijskih nalezljivih bolezni; niso imeli imunosti proti tem boleznim, ki so postale endemične v evrazijskih mestih.
V nasprotju s tem pa je bil med svetovno pandemijo španske gripe v letih 1918–1919 Marajó edino večje naseljeno območje, ki ni imelo nobenega dokumentiranega primera te bolezni.
Otok je tudi lokacija rimskokatoliške teritorialne prelature Marajó.